# Nordlig tuffmossa
Nordlig tuffmossa (Palustriella decipiens) är en bladmossart som beskrevs av Ryszard Ochyra 1989. Enligt Catalogue of Life ingår Nordlig tuffmossa i släktet tuffmossor och familjen Amblystegiaceae, men enligt Dyntaxa är tillhörigheten istället släktet tuffmossor och familjen Amblystegiaceae. Enligt den finländska rödlistan är arten nära hotad i Finland. Arten är reproducerande i Sverige. Artens livsmiljö är källmiljöer. Inga underarter finns listade i Catalogue of Life.